# Suomen virallinen lista
Suomen virallinen lista — національний музичний чарт Фінляндії, що видається компанією IFPI Finland.

## Історія
Хіт-парад з'явився в січні 1991 року і мав назву Radiomafian lista. Він транслювався по радіо на станції Radiomafia (зараз YleX). У 1994 році чарт став офіційним хіт-парадом Фінляндії.

## Чарти
Нині Suomen virallinen lista включає в себе:
- Альбоми (Топ 50)
- Сингли (Топ 20)
- Альбоми за середньою ціною (Топ 10)
- Музичні DVD (Топ 10)